# كريستينا إلمور
كريستينا إلمور (بالإنجليزية: Christina Elmore)‏ هي ممثلة أمريكية، ولدت في 18 مارس 1987.

## وصلات خارجية
- كريستينا إلمور على موقع IMDb (الإنجليزية)
- كريستينا إلمور على موقع ألو سيني (الفرنسية)
- كريستينا إلمور على موقع قاعدة بيانات الفيلم (الإنجليزية)